# Anspannung

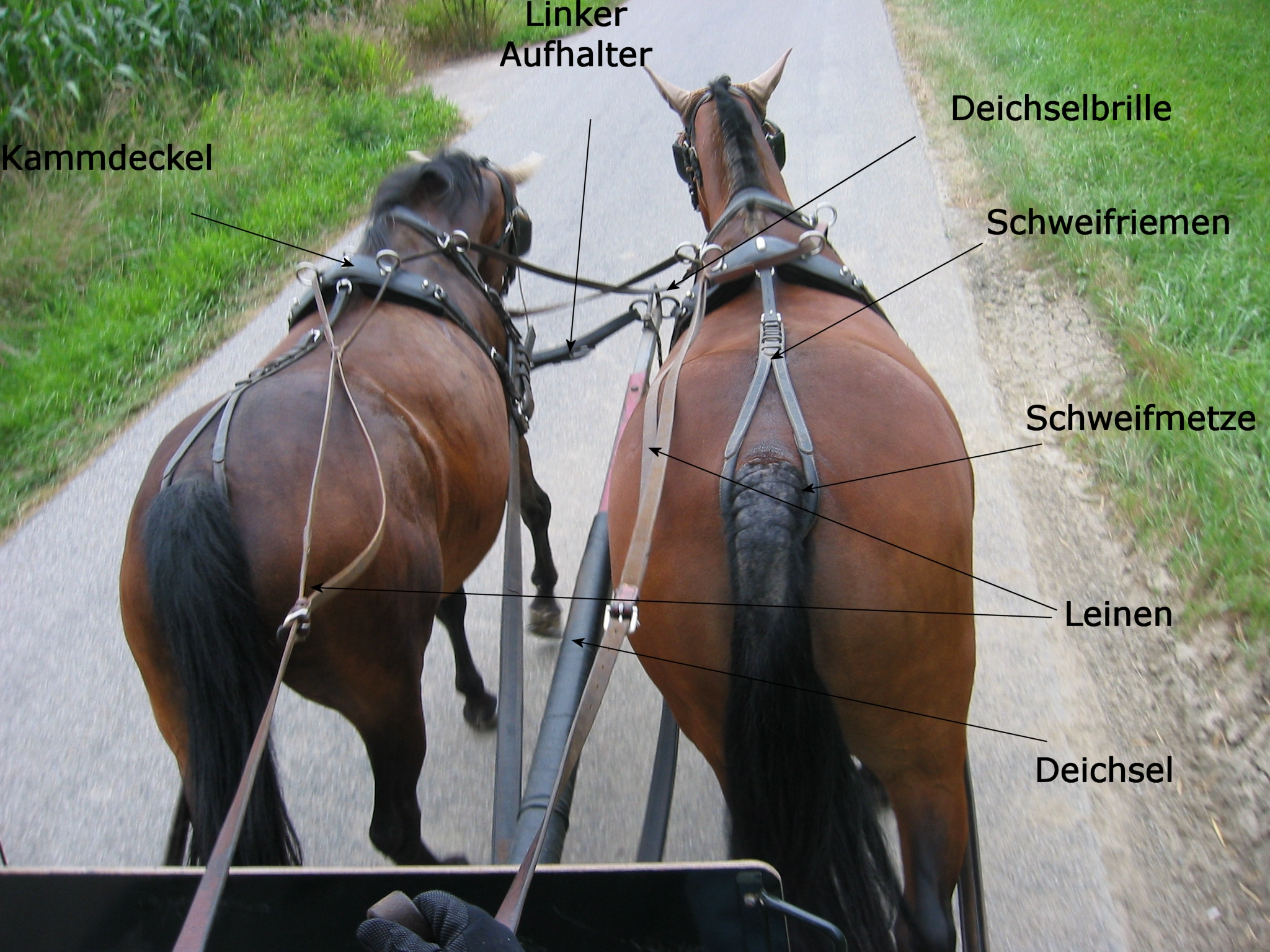
Anspannung

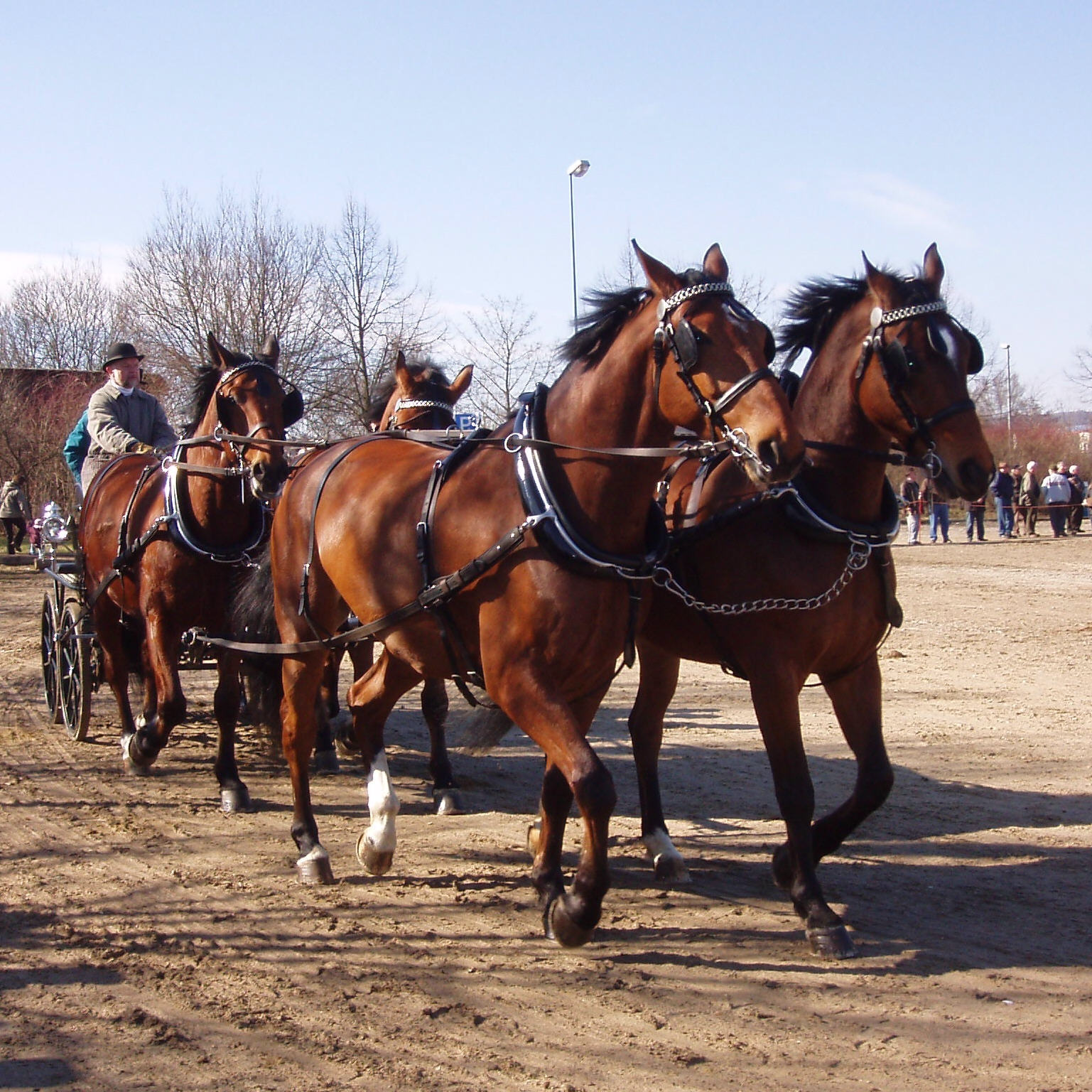
Vierspänner

Ganz allgemein wird als Anspannung die Konfiguration eines Gespannes aus Zugtieren bezeichnet. Im weiteren Sinne ist damit die gesamte Equipage und auch die Art des verwendeten Geschirres gemeint.

## Anordnung der Zugtiere
Ein Gespann ist besteht aus einem oder mehreren angespannten Zugtieren vor einem Fuhrwerk, Schlitten, einem Pflug, Mähmaschine, Heuwender, Sämaschine, Lafette, Infanteriefahrzeug oder etwas Ähnlichem.
Das Gespann kann aus mehreren sowohl hintereinander als auch nebeneinander gespannten Zugtieren gebildet werden. In der Landwirtschaft und im Transportwesen bilden zwei oder drei nebeneinander laufende Zugtiere ein Gespann, im deutschsprachigen Raum meist Pferde („Pferd und Wagen“), früher auch Kühe und Ochsen.

### Stangenpferde und Vorderpferde

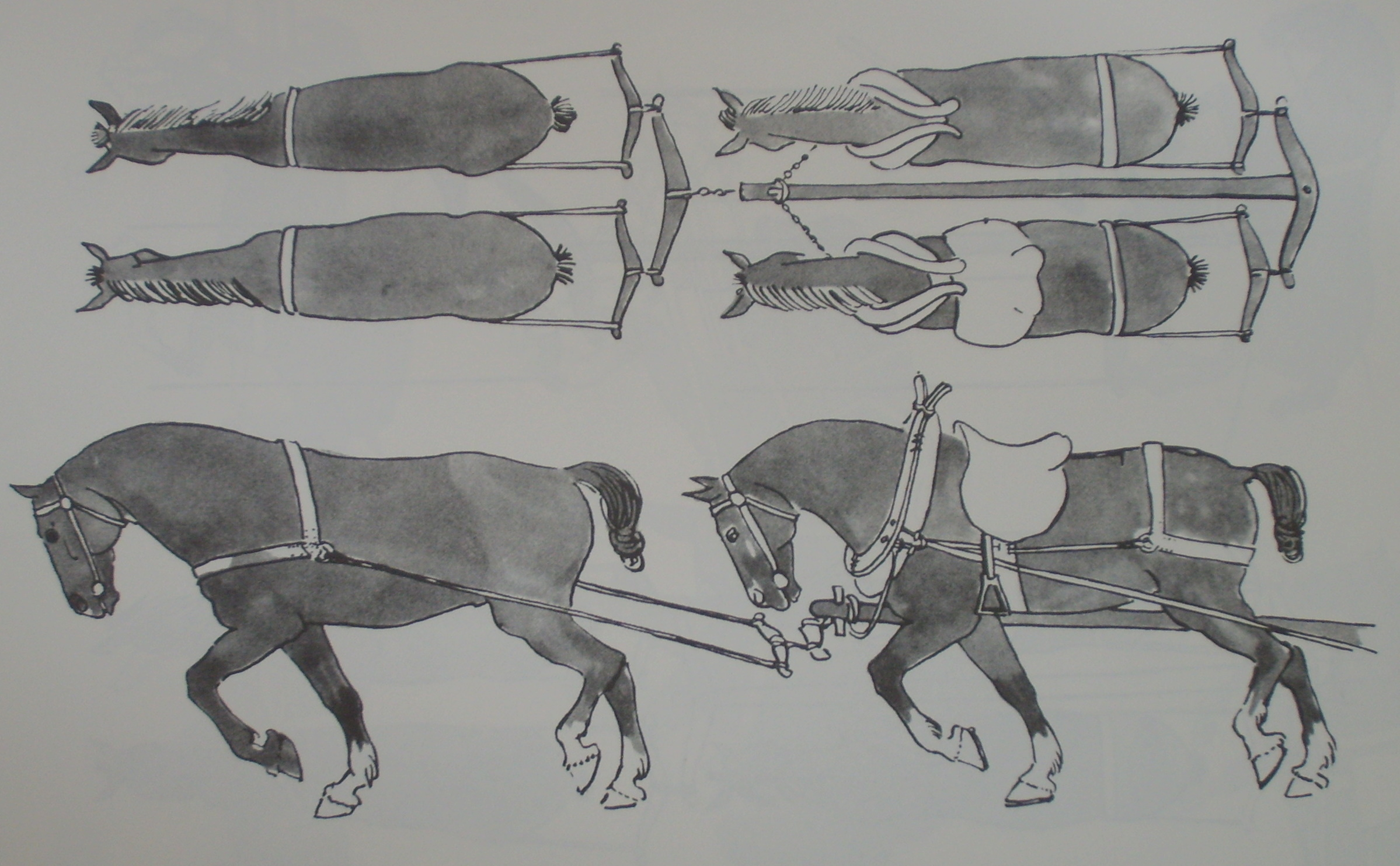
Mittelalterlicher Viererzug: 2 Vorderpferde mit Brustblatt, 2 Stangenpferde mit Arbeitskumt, das linke Stangenpferd trägt einen Sattel, nur die Stangenpferde können aufhalten und tragen dazu Hintergeschirre, die Vorderwaage ist eine Spielwaage

Am Wagen gehenden Pferde werden Stangenpferde genannt, weil sie an der Deichsel gehen. Die davor gehenden Pferde heißen Vorderpferde. Die Stangenpferde können mit Hilfe der Aufhalter und dem Hintergeschirr den Wagen bremsen und erbringen einen großen Anteil der Zugleistung. Hier werden oft etwas schwerere Pferdetypen eingesetzt. Die Vorderpferde sollen schick, edler und ebenso groß oder größer als die Stangenpferde sein. Beim Tandem, bei dem zwei Pferde voreinander gespannt sind, wird das Vorderpferd auch Vorauspferd genannt. Beim Dreispänner und bei der Troika geht das Scherenpferd in der Schere und die beiden Außenpferde daneben, außerhalb der Schere.
Als Vorspann werden Pferde bezeichnet, die an besonders steilen Wegstücken zusätzlich vorgespannt werden.

### Pferdepaare
Pferdepaare werden häufig gleichbleibend zusammen eingesetzt, auch der Platz, links als Sattelpferd oder rechts als Handpferd, bleibt meistens gleich. Das hat mehrere Gründe. Es erfordert etwas Aufwand, zwei von Schrittlänge, Takt, Kadenz, Größe, Charakter und Exterieur gut zusammenpassende Pferde, sogenannte „Passer“ zu finden. Die Pferde lernen sich mit der Zeit kennen und arbeiten gerne und dadurch auch besser zusammen. Das linke Sattelpferd muss sich durch besondere Zuverlässigkeit im Verkehr auszeichnen, so dass dort meist das ruhigere, erfahrenere und meist auch eher zur Faulheit neigende Pferd geht. Oft hat es etwas mehr Kaliber. Das Pferd auf der dem Verkehr abgewandte Seite (Handpferd) ist in der Regel das nervösere, fleißigere und unerfahrenere Tier. Auch ein kleiner Größenunterschied kann ausgeglichen werden, da das rechte Pferd durch die Wölbung der Straße etwas kleiner wirkt. Wenn das Paar immer gleich angespannt wird, dann müssen die Leinen nicht jedes Mal anders verschnallt werden.
Paaren werden häufig zusammenpassende Namen gegeben, wie Pfeffer und Salz oder Bonnie und Clyde. Ein Beispiel dafür ist das Gedicht „A Visit from St. Nicholas“ (1823) von Clement C. Moore. Die Namen der acht Rentiere von Santa Claus lauten Dasher und Dancer, Prancer und Vixen, Comet und Cupid, Donner und Blitzen. Alsvidr und Arvakr sind ein Pferdepaar aus der nordischen Mythologie.

## Anspannungsarten: Verbindung der Stränge mit dem Wagen

Anspannungsvarianten

### Dockenanspannung
Die Dockenanspannung wird auch feste Anspannung genannt. Die Stränge sind direkt mit dem Wagen verbunden. Die Dockenanspannung darf nur in Verbindung mit Kumt und leichten Wagen verwendet werden. Die Bewegung der Pferdeschultern wird nicht durch ein Ortscheit ausgeglichen, deshalb bewegt sich die Schulter im Verhältnis zu Brustblatt oder Kumt. Bei dieser Anspannung scheuert das Geschirr zwangsläufig auf der Schulter. Besondere Sorgfalt ist auf die Fellpflege und die Anpassung des Geschirrs zu legen, da sonst ein Druck droht.

### Sprengwaage
Die Sprengwaage wird auch feste Bracke genannt. Die Stränge sind über ein Ortscheit und dieses wiederum über einen Bolzen mit dem Wagen verbunden. Durch diese Konstruktion wird die Bewegung der Pferdeschulter ausgeglichen und das Brustblatt oder Kumt scheuert normalerweise nicht auf der Schulter. Mit dieser Anspannung kann präzise gefahren werden, sie ist zum Einfahren junger Pferde geeignet und wird im Fahrsport verwendet.

### Spielwaage
Über einen weiteren Balken, den Waagbalken (Waagscheit), wird für einen automatischen Arbeitsausgleich der Pferde gesorgt, wenn diese nicht gleichauf ziehen. Damit lässt sich nicht so präzise fahren, es hat sich aber beim Arbeitseinsatz (siehe Arbeitspferd) in der Landwirtschaft bewährt. Die Spielwaage ist zum Einfahren ungeeignet.

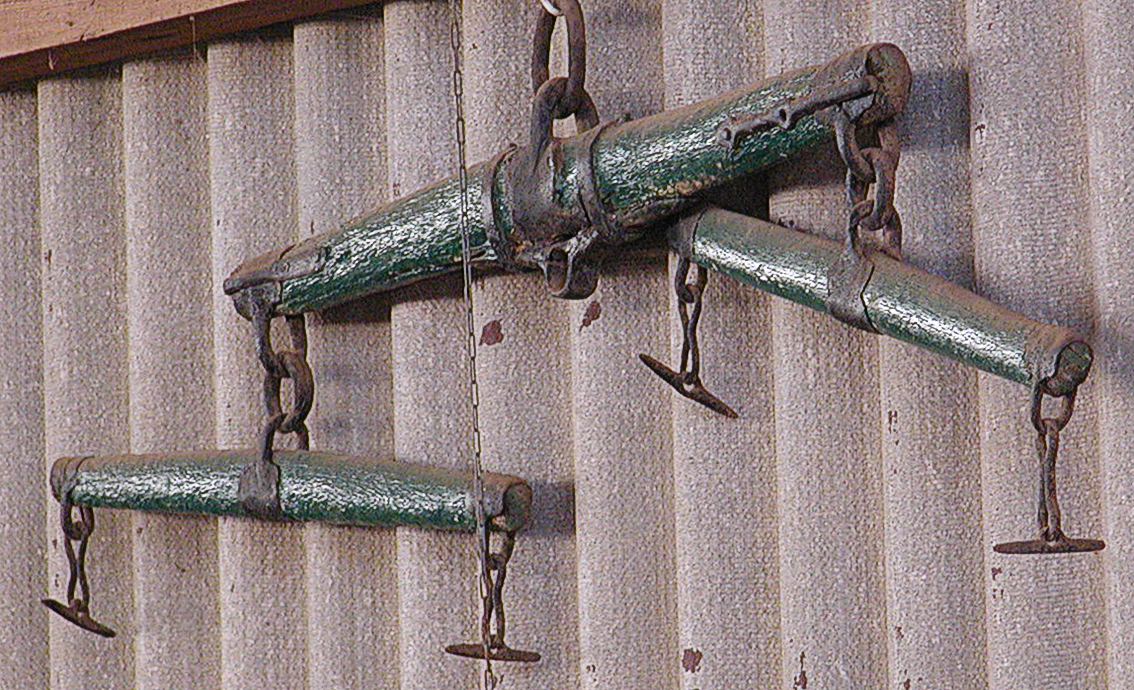
Spielwaage als Dekoration

## Fahrstile
Weltweit gibt es viele verschiedene Fahrstile. In Europa wird die Achenbach’sche Fahrweise am häufigsten gelehrt und praktiziert, dicht gefolgt vom Ungarischen Fahrstil.

### Achenbach’scher Fahrstil
Benno von Achenbach ist der Begründer des Achenbach’schen Fahrstils, auch deutscher Fahrstil. Mit dem System kann man ein- bis sechsspännig fahren. Wichtig ist die Einheitlichkeit der Anspannung und der harmonische Zusammenklang der Pferde, der Wagenform, des Geschirrs und der Livree.
Die Merkmale des Achenbach’schen Fahrstils sind die Achenbach-Leine, die feste Bracke und die Peitsche in der Hand des Fahrers. Beliebt sind Kutschen mit einem hohen Kutschbock (Break, Coach). Die Leinen kommen von oben in die Hand.

### Landanspannung und Ungarischer Fahrstil

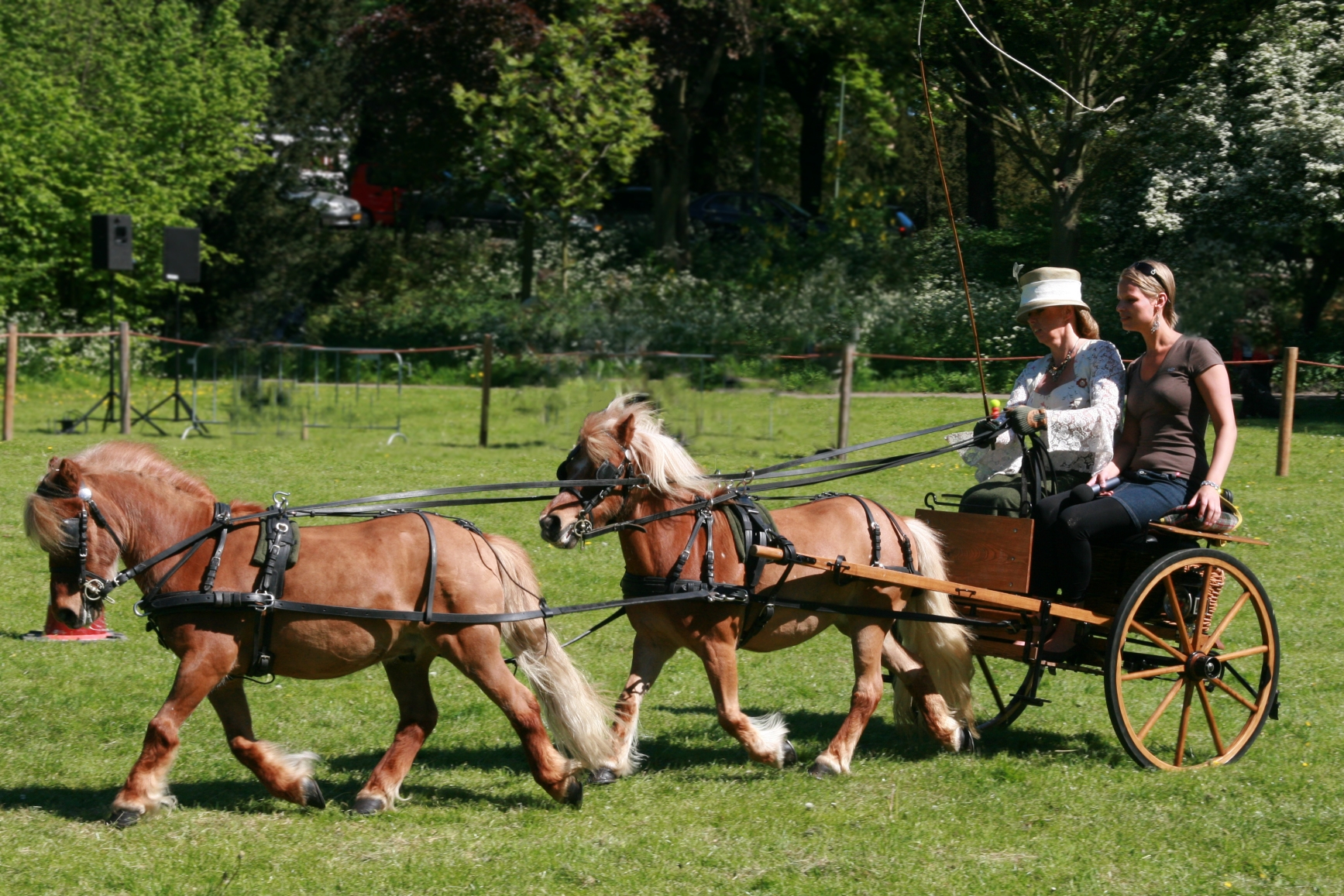
Zwei Ponys in Landanspannung mit Brustblatt und leichtem Tandem aus Naturholz

Die Landanspannung wird mit Brustblattgeschirr gefahren und ist geprägt vom ungarischen Fahrstil. Leichte Pferde zu leichten Wagen. Die Wagen sind nicht farbig lackiert, sondern in Naturholzausführung, oft mit Klarlack lackiert. Also im ganzen eine schlichte Verarbeitung.
Bei Kumtanspannung schwarz lackierte oder mit Leder überzogene Beschläge. Die Brustblätter werden auch Sielen genannt, deshalb auch Sielengeschirr. Zur normalen Brustblattanspannung in Deutschland für Kutschwagen und beim Militär gehört die Achenbachleine und der Deutsche Fahrstil, dazu eine Stockpeitsche. Als Gebisse kommen Postkandare oder Doppelringtrense zum Einsatz. Brustblattgeschirre werden nur mit Lederaufhalter gefahren. Zur Landanspannung benutzt man runde/ovale Lampen.

#### Ungarischer Fahrstil
In Ungarn werden leichte schnelle Pferde, genannt „Jucker“ bevorzugt, daher der Begriff Juckerzug, was sich auch auf die beliebige Farbzusammenstellung der Pferde bezieht. Es werden leichte, ungarische Blutpferde (Juckerpferde) in leichten, niedrigen Wagen (Sandläufer) eingespannt. Beliebt sind ungerade Anspannungen wie der Juckerzug (5-Spänner) oder die Esterhazy-Anspannung (Rappe links, Schimmel rechts).
Beim typisch Ungarischen Fahrstil (auch Jucker-Anspannung) wird meist ein Brustblattgeschirr mit rund genähten Hanfsträngen (innen Hanf, außen Leder) verwendet. Die ungarischen Geschirre haben keine Halskoppel und keinen kleinen Bauchgurt. Im Originalstil sind diese Geschirre mit Schalanken und bunten Bändern verziert und mit Glöckchen behangen. Schalanken sind kunstvolle Flechtwerke aus Lederriemen, welche als Abwehr gegen Fliegen und Mücken dienen.
Typisch sind die verschnörkelten Messingschnallen und Leinenringe, und die Pillangos (Rosetten aus Filz).
Der Fahrzaum hat einen beweglichen Nasenriemen (keine Durchlässe, dadurch kein Druck auf dem Nasenbein) und keinen Draht im Blendriemen.
Die Ringe der ungarischen Doppelringtrense haben einen gezackten Beschlag (Esterhazy-Juckertrense). Zur original Ungarischen Anspannung gehört ursprünglich die ungarische Fahrleine mit Schnallen an den Griffenden, den sogenannten „Wiener Fröschen“. Die Leinen werden mit den Fröschen zusammengehalten.
Zum Ungarischen Fahrstil gehören eigene Handgriffe und eine eigene Leinenführung. Die Leinen kommen von unten in die Hand.
Die Juckerpeitsche ist ein Holzstiel mit geflochtener Schnur.

#### Wagen
Wagonette, Break, Jagdwagen, Landratswagen (wie Jagdwagen, nur hintere Sitzbank tiefer), Marathon-Wagen, Land Vis-à-vis, Stanhope, Dogcart (mit Luftschlitzen), Land-Dogcart (ohne Luftschlitze), Esterhazy-Wagen, auch einachsige Dogcarts

#### Kleidung
Fahrer:
- weicher Hut oder Strohhut
- Anzug – alles passend zum Wagen z. B. (lokale) Trachten, Uniform, Reitanzug ohne Sporen
- Bockdecke
- braune Handschuhe
- Frauen: eleganter Hut und Kostüm

Beifahrer:
- passend zum Anzug des Fahrers, mit Hut
- braune Handschuhe
- Reitanzug ohne Sporen

### Stadtanspannung und Englischer Fahrstil

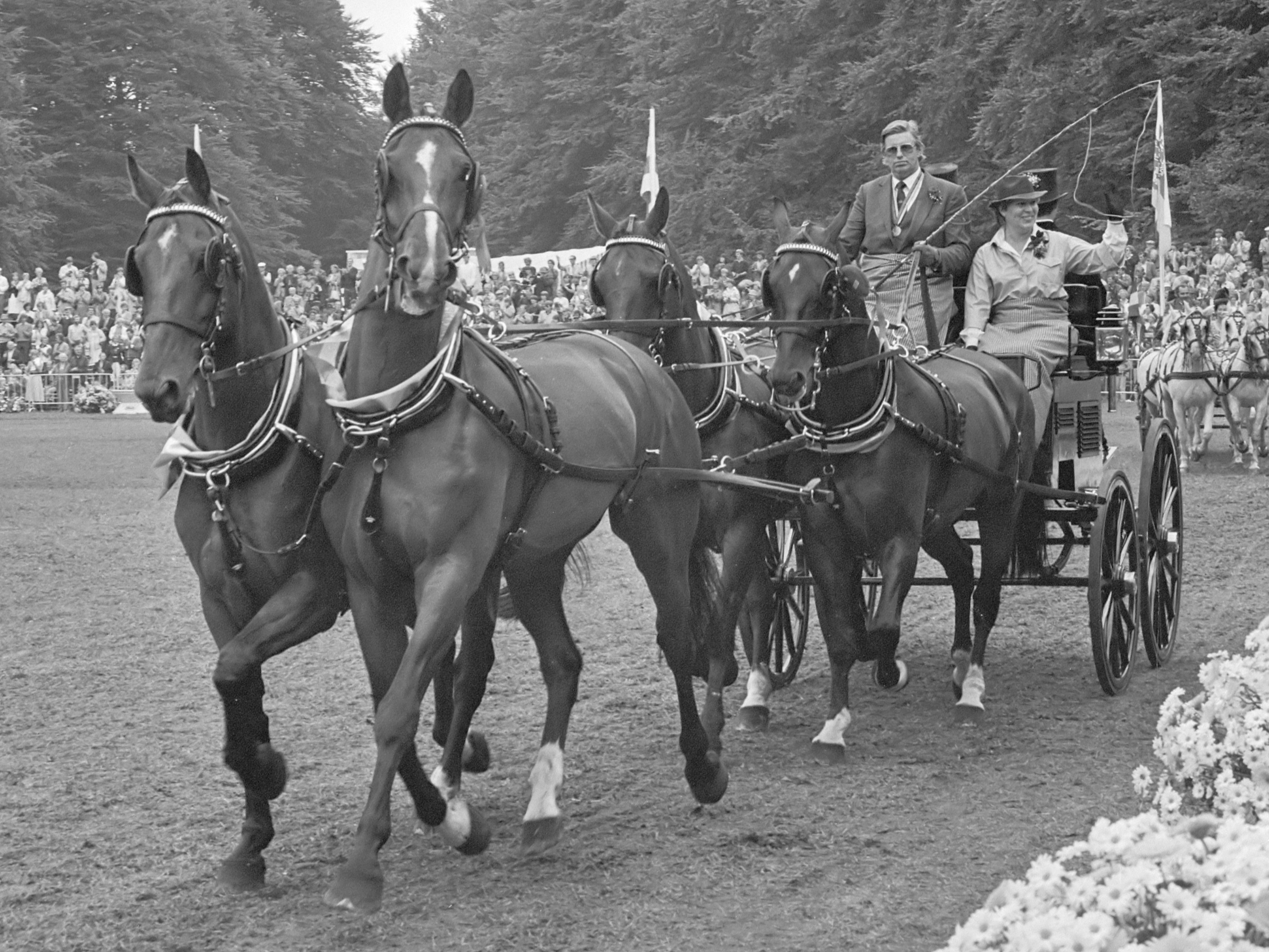
Stadtanspannung mit Kummet, fester Bracke, Liverpoolkandaren, eckige Lampen

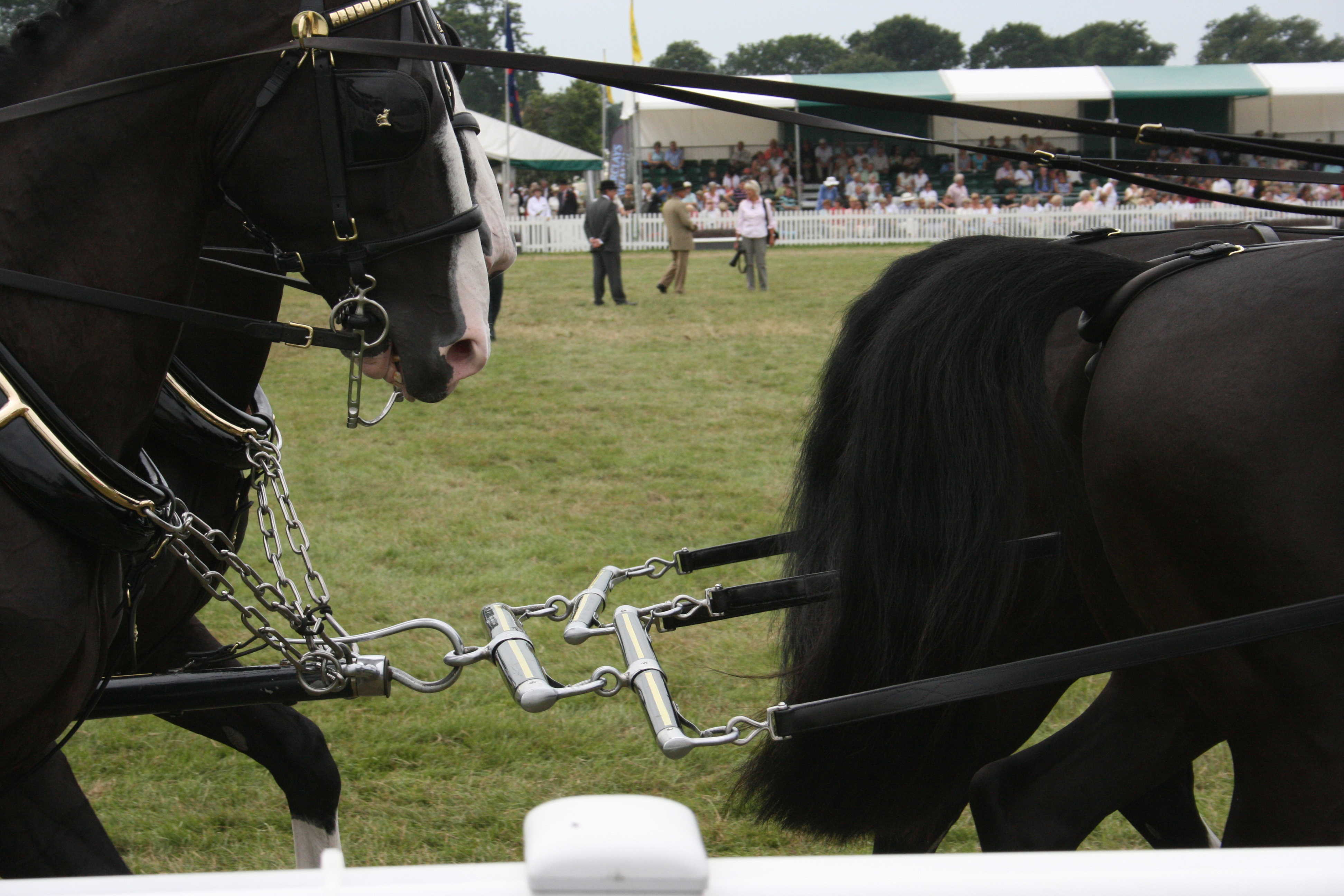
Aufhalterketten bei einer Selbstfahrer-Equipage

Der englische Fahrstil, auch Stadtanspannung, ist geprägt von der englischen Kumtanspannung. Möglichst mit schwer gebauten, großkalibrigen, kräftigen sogenannten Karossierpferden vor großen lackierten Wagen. Wurden früher mit bestimmten Farben gefahren, entsprechend den Pferdefarben: Schimmel weinrote Lackierung, Füchse grün und Braune/Rappen mit dunkelblauen Wagen. Dunkle Wagen passen aber zu allen Pferdefarben. Zu Stadtwagen gehören eckige Lampen.
Gefahren wird mit dem englischen Kumtgeschirr an der festen Bracke oder an Docken. Das äußere Pferd zieht den Wagen in die Wendung. Ursprünglich wurde mit der Kreuzleine gefahren, woraus sich das deutsche Fahrsystem mit der Achenbachleine entwickelt hat. Das Geschirr ist schwarzes Leder oder Lackleder und verchromte oder silber- oder goldfarbene Beschläge und reich plattiert mit weiteren Verzierungen, wie Rosetten an den Kopfgestellen. Dazu benutzt man Liverpool-, Ellenbogen-, Buxton- und Tilburykandaren und die Bogenpeitsche. Der Herr hatte Aufhalteketten, der Kutscher fuhr mit Lederaufhaltern.
Wagen werden unterschieden in Selbstfahrer-Wagen, die vom Herrn gefahren werden, und Wagen, die vom Kutscher gefahren werden.

#### Selbstfahrer-Wagen
Spider-, Damen-, Mail-, Demi-Mail-, Stanhope-Phaeton, Duc, Buggy, Spinne (ähnlich Buggy), Break, Wagonette, Four-Wheel-Dogcart, Dos-à-dos, Drag (private Coach), Park-Coach, Doktor Chaise (Schweiz)
Einachser:
Tandemcart, Sulky, Gig, Dogcart, Tilbury

#### Kutscher-Wagen
Coupé, Landauer, Berline, Landaulet, Halbkalesche, Vis-à-vis, Viktoria, Mylord, Omnibus, Coach, Mail-Coach (öffentliche Coach), Char-à-Bancs

#### Kleidung
Fahrer:
- grauer Anzug, grauer Zylinder (als Besitzer des Gespanns) oder dunkler Anzug und Melone
- dunkler Anzug, schwarzer Zylinder (angestellter Kutscher), einreihigen Rock mit vorne 6 Knöpfen hinten 4 (2 oben am Bund, 2 unten am Rockende oder auf den Faltenleisten), schwarze Stiefel mit braunen Stulpen und weiße Lederhose, dass 4 Knöpfe über den Stulpen frei liegen
- Uniform oder Reitanzug ohne Sporen
- Bockdecke, braune Handschuhe
- Frauen: eleganter Hut und Kostüm

Beifahrer:
- dunkler Anzug, schwarzer Zylinder oder dunkler Anzug und Melone
- Livree mit je 6 Knöpfen vorne und hinten gleichmäßig auf den Faltenleisten verteilt (Farbe wie Beschläge am Geschirr), schwarze Stiefel mit braunen Stulpen und weiße Lederhose, dass 4 Knöpfe über den Stulpen frei liegen
- Plastron, weißes Band ähnlich einer Schleife statt Krawatte (wie die Damen beim Dressurreiten)
- schwarzer Zylinder, braune Handschuhe
- schwarze Stiefel mit braunen Stulpen und weiße Reithose
- Reitanzug mit Kappe, Stiefel ohne Sporen

### Amerikanischer Fahrstil

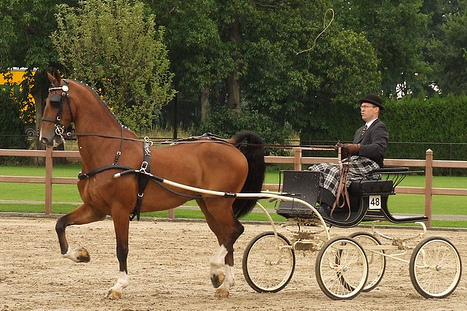
Amerikanischer Fahrstil

Der Amerikanische Fahrstil wurde sehr durch den amerikanischen Trabersport beeinflusst. Meist werden schnelle Pferde mit extremen Gängen, wie Hackneys und Traber, in leichten Wagen und mit leichtem Geschirr eingespannt. Als Peitsche wird ein „Tupfer“, eine längere Reitgerte, verwendet. Typisch sind Wagen mit einem Langbaum, z. B. Buggy, Runabout und Rockaway.

### Russischer Fahrstil

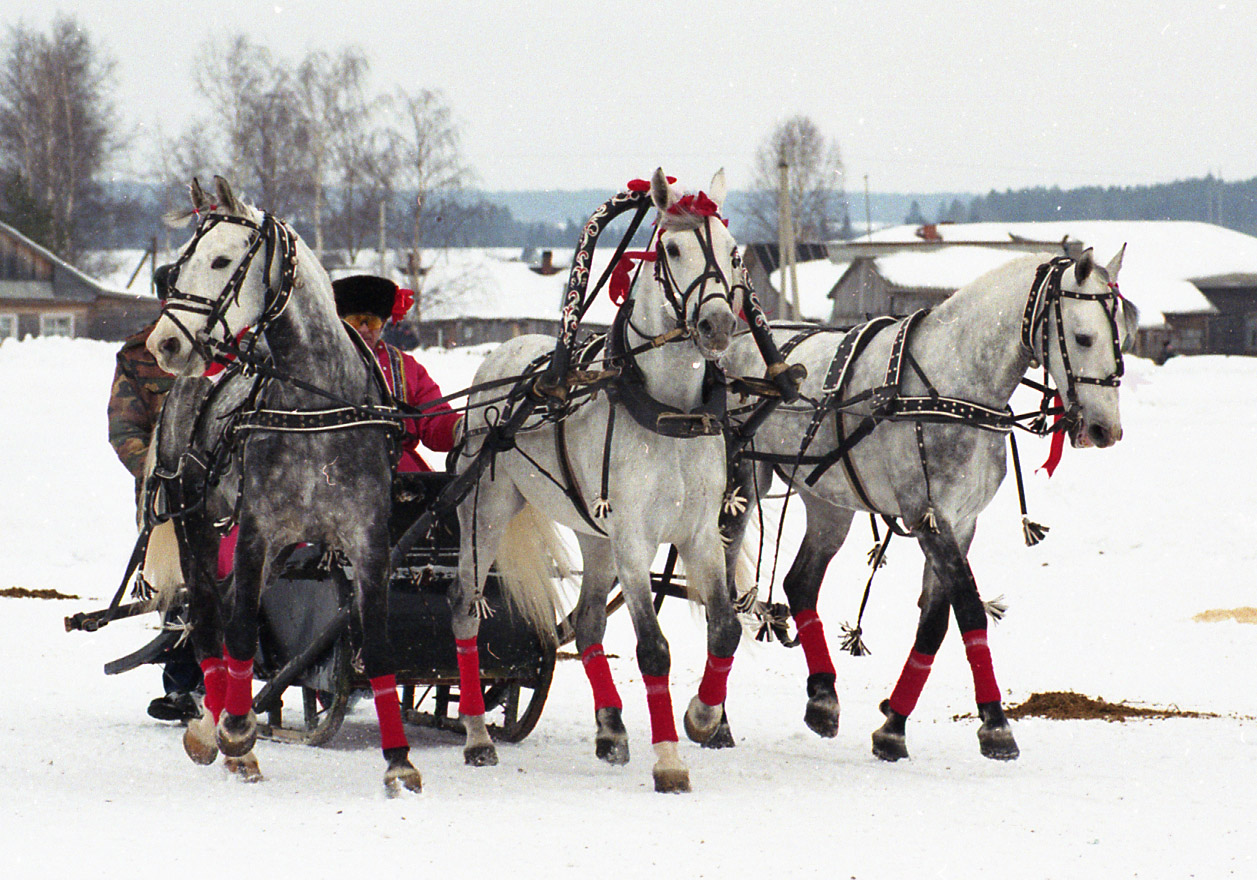
Troika

Die typische Anspannungsmöglichkeit bei der Russischen Anspannung ist die Troika (3 Pferde nebeneinander). Das mittlere Pferd (meist ein Orlow-Traber) trabt unter der Duga, einem Holzbügel, der die Anzen verbindet. Die beiden äußeren Pferde (meist Galopins) sind nur lose befestigt und nicht im Zug. Somit konnte die Position der Pferde immer wieder geändert werden, und man konnte lange Strecken bewältigen. Dadurch, dass die Außenpferde nur lose befestigt sind, ist es diesen sogar möglich, auf schmalen Wegen über Schneewehen und Baumstämmen zu springen.
Da in Russland die langen Winter sehr kalt sind, wurden meist dicke Handschuhe getragen. Das Halten einer Peitsche wäre durch das fehlende Feingefühl sehr unpraktisch. Daher wurden auf der unteren Seite der Leinen, auf Höhe der Kruppe, Metallknöpfe befestigt. Eine leichte, schnelle Auf- und Abbewegung der Leine trieb die Pferde an und ersetzte somit die Peitschenhilfe. Die Geschirre haben keine Schnallen, nur Senken.

### Fahren à la Daumont
Das gerittene Gespann wird auch häufig beim Militär eingesetzt. Der „Fahrer“ sitzt auf dem Sattelpferd (linkes Pferd). Er kontrolliert Sattel- und Handpferd (rechtes Pferd) vom Pferd aus. Somit braucht die Kutsche keinen Kutschbock (z. B.: Vis-à-Vis). Fahren à la Daumont ist im Turnier nicht erlaubt und wird heute meistens bei Königshäusern gesehen.

### Arbeitsanspannung oder ländliche Anspannung

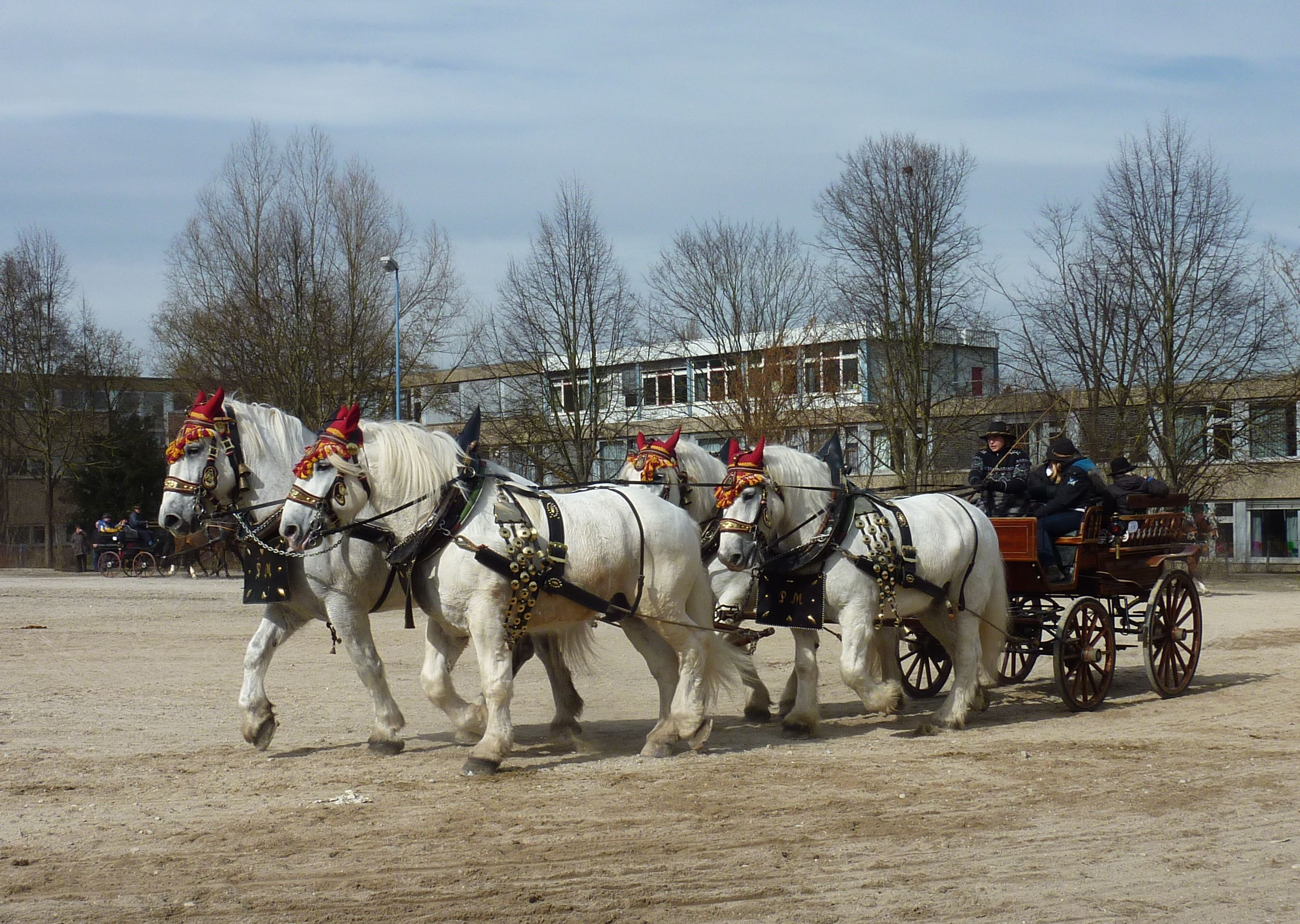
Festliche Arbeitsanspannung mit Spitzkummet und Spielwaage

Arbeitspferde werden mit Spitzkummet und Spielwaagen angespannt. Bei der Spielwaage müssen beide Pferde gleich viel ziehen, da ein weniger ziehendes Pferd etwas zurückfällt und anschließend wieder mehr ziehen muss, um aufzuholen. Deshalb ist die Spielwaage für die Arbeitsanspannung gut geeignet. Die Kleidung des Fahrers oder Pferdeführers richtet sich nach der Arbeit, die verrichtet werden soll, ebenso wie der Wagentyp (z. B. Leiterwagen, Bierwagen) oder Arbeitsgerät (z. B. Pflug). Auch bei der Arbeitsanspannung ist eine Kopfbedeckung üblich. Es werden häufig Kaltblüter eingesetzt.

## Rinder

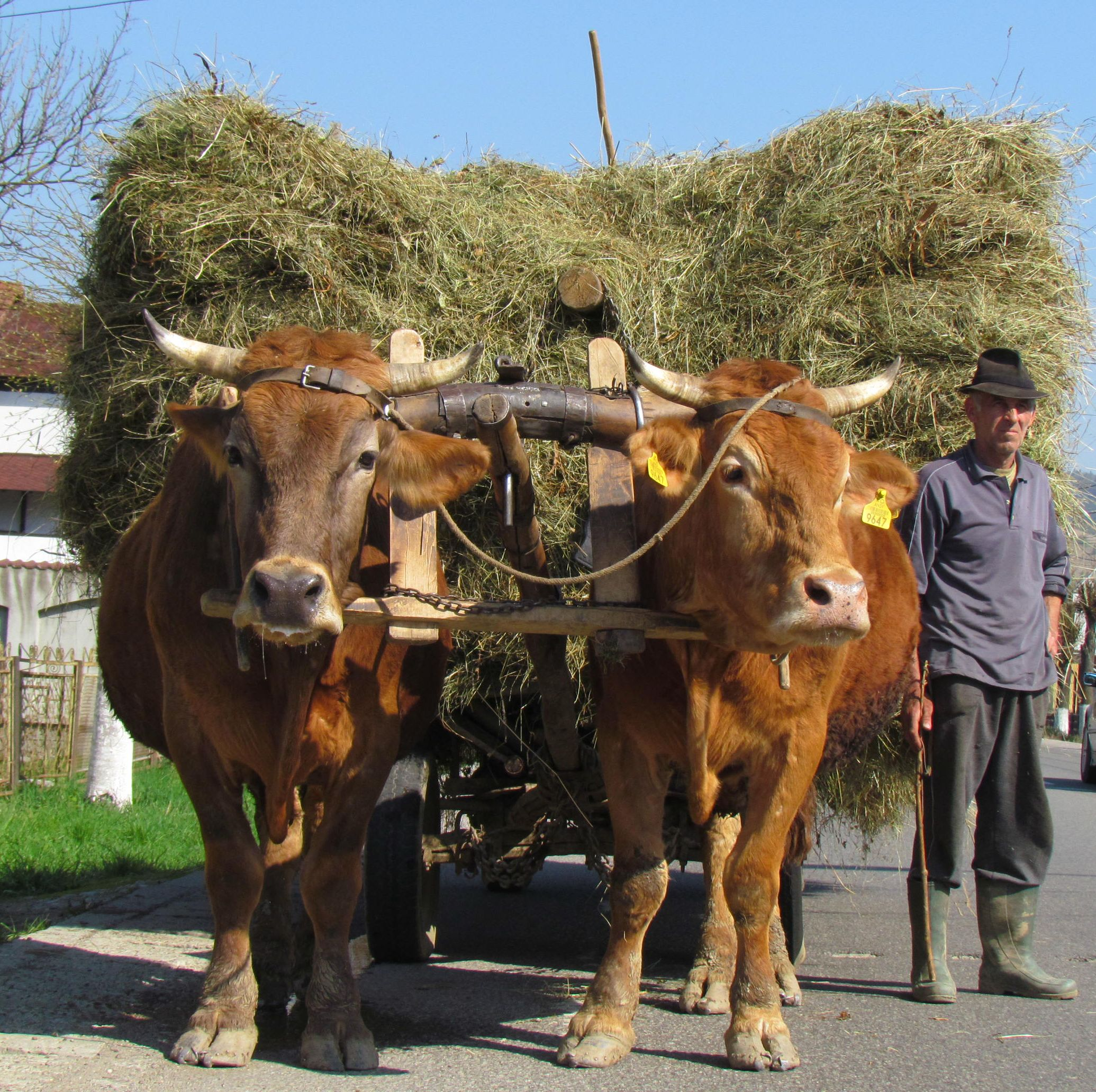
Ein Ochsenpaar der rumänischen Rinderrasse Bruna de Maramureş

Auch Rinder, insbesondere Ochsen können angespannt werde. Dazu wird häufig ein Joch verwendet.